# Donnelly Airport
Donnelly Airport är en flygplats i Kanada. Den ligger i provinsen Alberta, i den centrala delen av landet, 3 100 km väster om huvudstaden Ottawa. Donnelly Airport ligger 587 meter över havet.
Terrängen runt Donnelly Airport är platt. Trakten runt Donnelly Airport är nära nog obefolkad, med mindre än två invånare per kvadratkilometer.. Närmaste större samhälle är Falher, 6,9 km väster om Donnelly Airport.
Trakten runt Donnelly Airport består till största delen av jordbruksmark.